# Lactarius semisanguifluus
Ne doit pas être confondu avec Lactaire sanguin.
Lactaire semi-sanguin
Espèce
Statut de conservation UICN

 LC  : Préoccupation mineure
Lactarius semisanguifluus, le Lactaire semi-sanguin, est une espèce de champignons basidiomycètes de la famille des Russulaceae. Il est caractérisé par son lait orangé devenant rapidement rouge vineux, sa petite taille ainsi que son inféodation stricte aux Pins. Il fait partie d'un groupe de Lactaires à latex orangé ou rougeâtre assez ressemblants et souvent confondus entre eux par les cueilleurs. C'est un bon comestible.

## Taxonomie
Le nom correct complet (avec auteur) de ce taxon est Lactarius semisanguifluus R.Heim & Leclair.

### Synonymes
Lactarius semisanguifluus a pour synonyme :
- Lactarius semisanguifluus Heim & Leclair

### Noms vulgaires et vernaculaires
Ce taxon porte en français le nom vernaculaire ou normalisé suivant : Lactaire semi-sanguin,.

## Description du sporophore
Le Lactaire semi-sanguin est un champignon dont le sporophore présente un pied et un chapeau. Le pied est central. Sous le chapeau, l'hyménophore est constitué de lames.
Son chapeau mesure 2,5 à 7 cm, il est lisse, un peu visqueux, beige rosâtre ou gris brunâtre parfois plus ou moins lilas, distinctement zoné, très vite verdissant.
L'hyménium présente des lames orangé saumoné à orangé brunâtre.
Son stipe mesure 3 à 5 cm x 0,8 à 1,5 cm, il est gris orangé rosâtre ou gris rosâtre, verdissante, avec peu ou pas de scrobicules.
La chair est orange à orangé rougeâtre, son lait est peu abondant, orangé rougeâtre puis rapidement vineux, en 5 à 8 minutes, et enfin brun rougeâtre. Sa saveur est douce ou un peu piquante et son odeur est faible,.

### Caractéristiques microscopiques
Ses spores mesurent 7,5 à 10 µm x 6,5 à 8,5 µm.

## Galerie

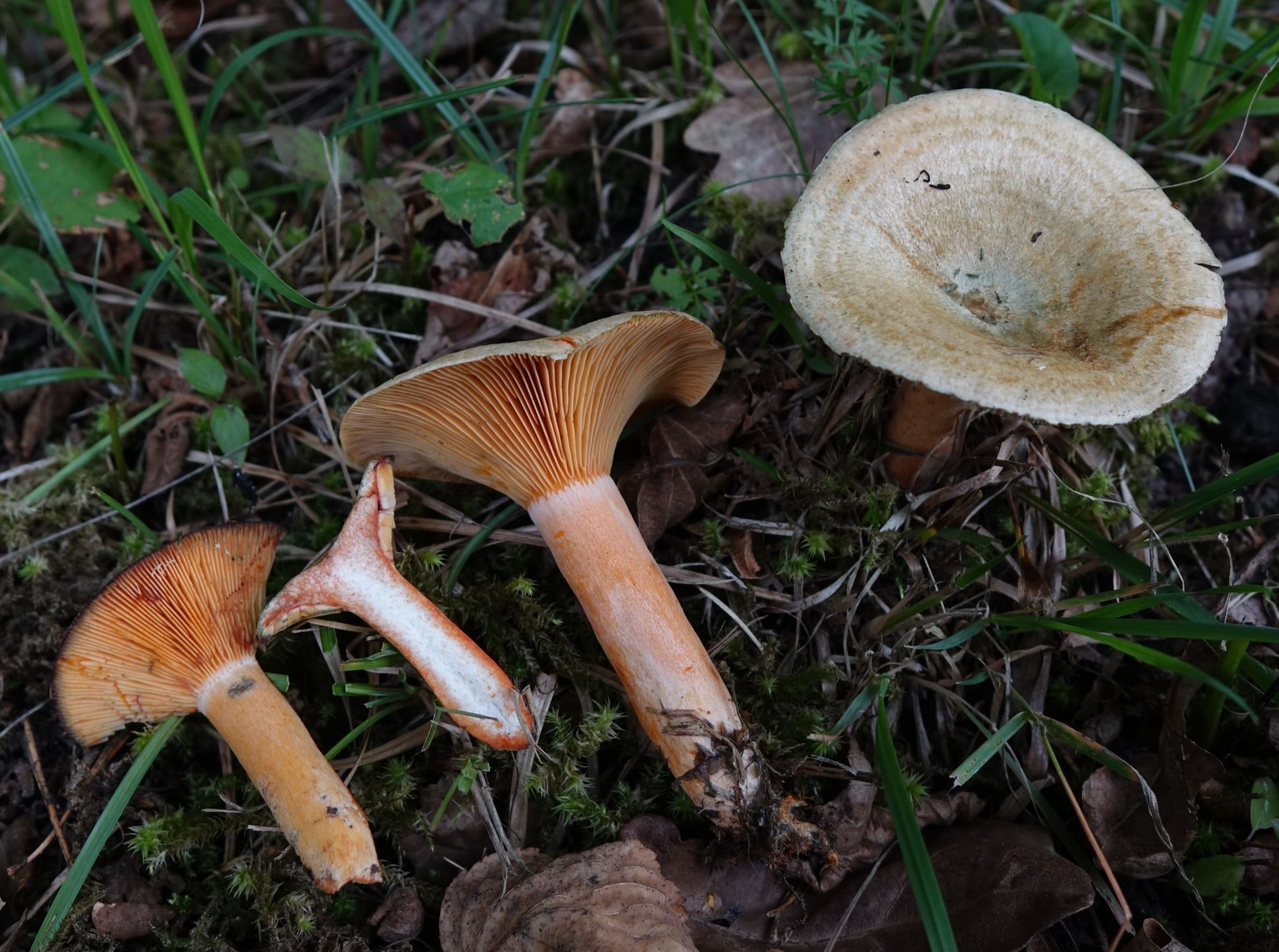
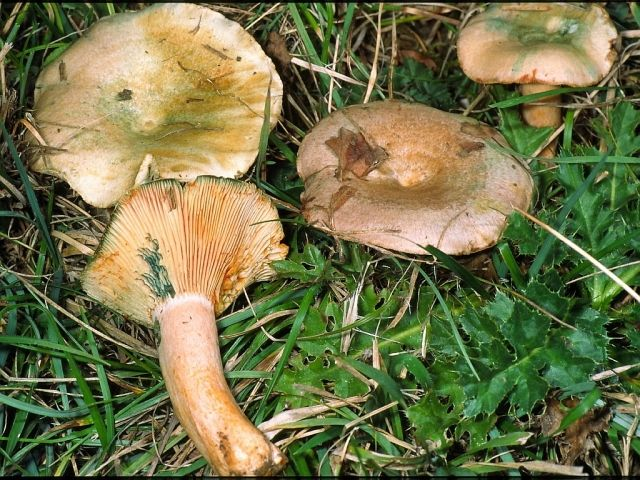
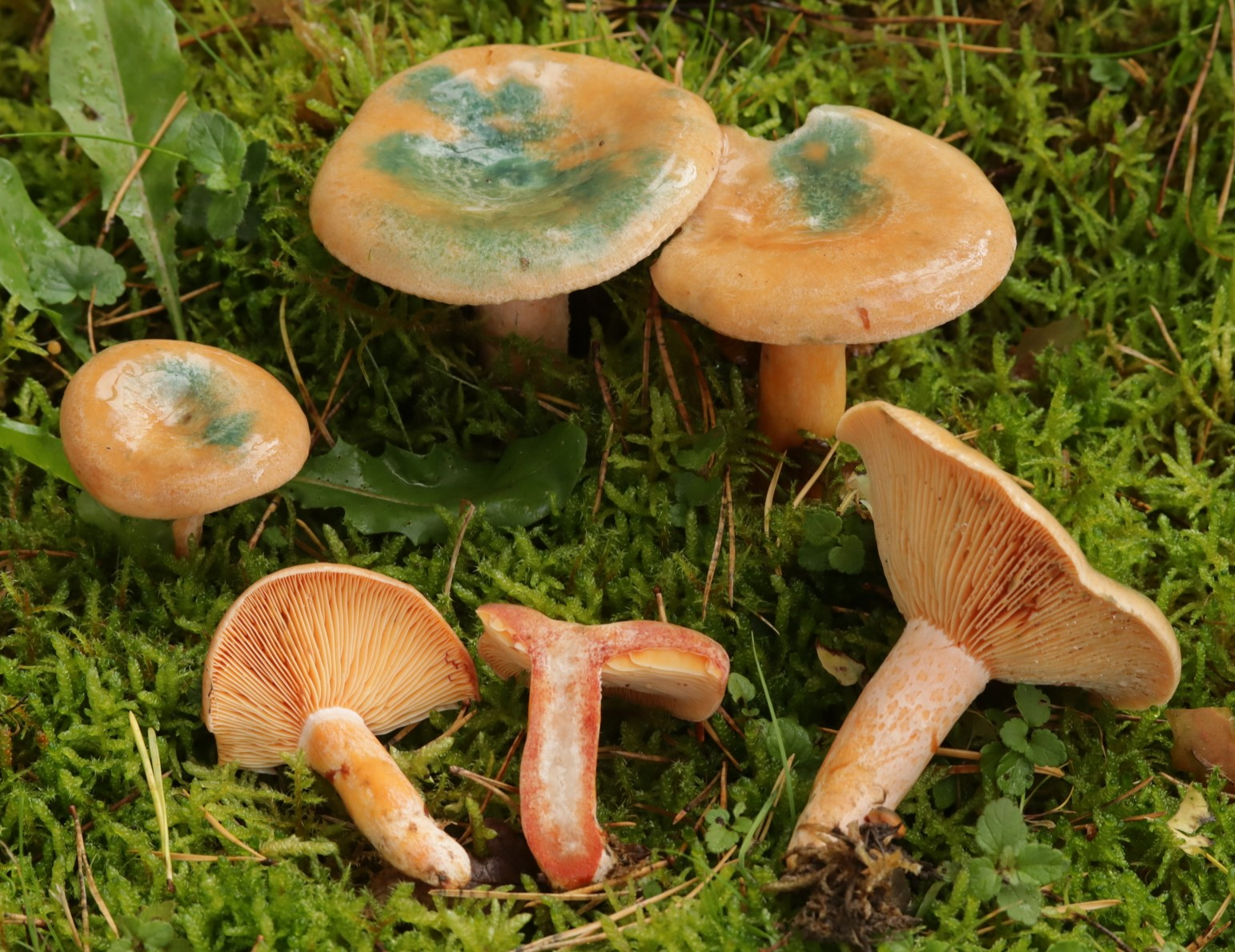
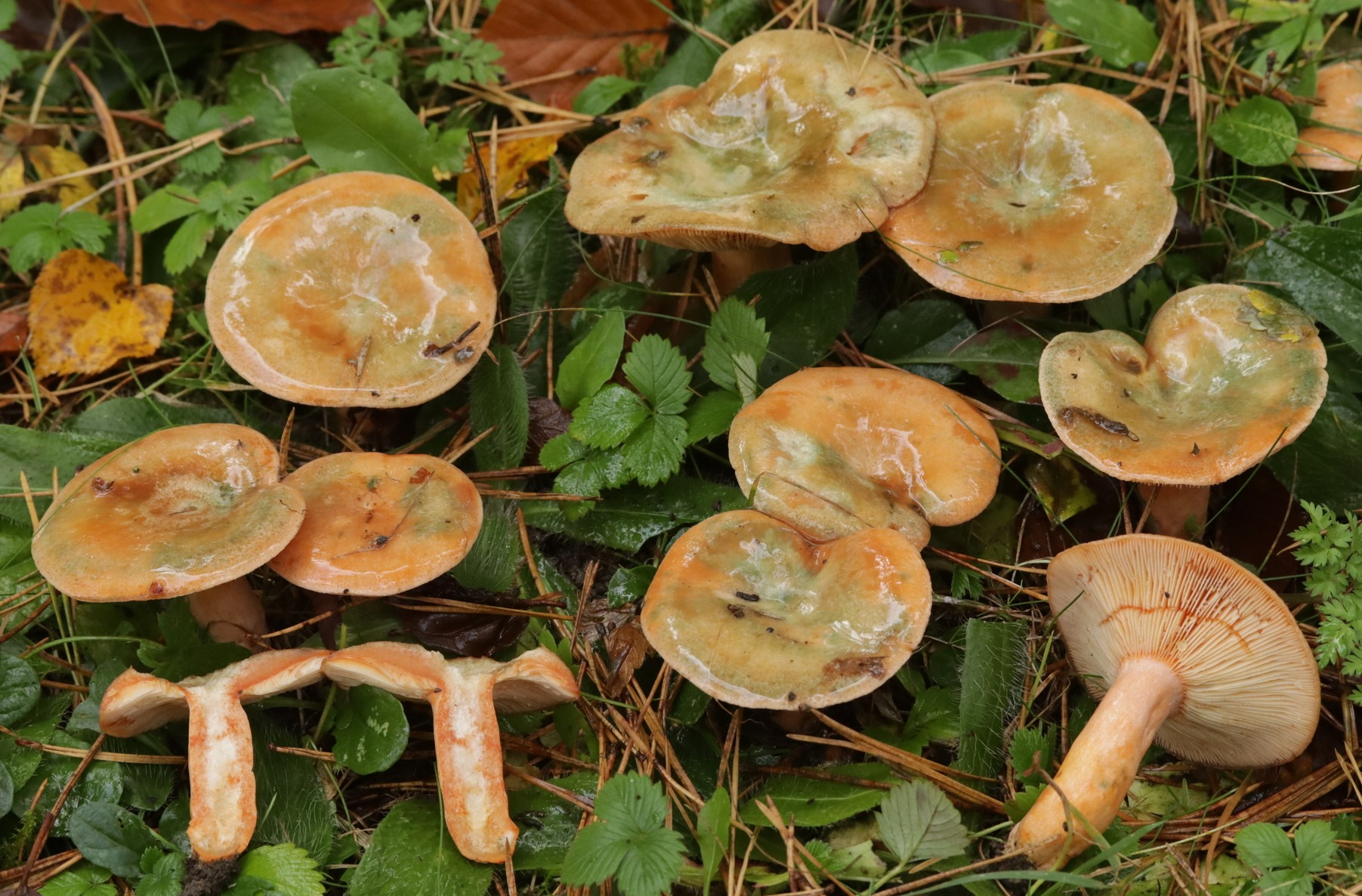

## Habitat et distribution
Il s'agit un champignon mycorhizien, poussant uniquement sous les pins, sur sol calcaire, souvent dans les endroits herbeux, peu fréquent.

## Comestibilité
Le Lactaire semi-sanguin est un bon comestible,,.

## Confusions possibles
- Le Lactaire des épicéas (Lactarius deterrimus) peut lui ressembler avec son pied sans scrobicules et son chapeau très verdissant, cependant, ce dernier ne vient que sous épicéas.
- Le Lactaire de Fenno-Scandinavie (Lactarius fennoscandicus) lui ressemble beaucoup, mais il est rare en Europe, pousse sous les epicéas et est beaucoup moins verdissant.
- Le Lactaire délicieux (Lactarius deliciosus) présente des couleurs plus vives et son lait reste orange.